# Anchor (三浦大知の曲)
「Anchor」（アンカー）は、日本の歌手、三浦大知の15枚目のシングル。2014年3月5日リリース。

## 概要
「Anchor」は三浦大知の楽曲を数多く手掛けるNao'ymtによるプロデュースで、ストリングスから始まるミディアムナンバーとなっている。観月ありさ主演のTBS系ドラマ『夜のせんせい』の主題歌としてドラマのために書き下ろされた楽曲である。
カップリングの「Get Up」もNao'ymtによるプロデュースでロックチューンとなっている、「Good Sign」は久々のタッグとなるU-Key zoneによるプロデュースでエレクトロニックなダンスチューンになっている。
CD、CD+DVD（MUSIC VIDEO盤）、CD+DVD（CHOREO VIDEO盤）の3形態リリース。CHOREO VIDEO盤には「Anchor」「Good Sign」のダンス映像が収録されている。
オリコン週間ランキングで4作連続のトップ10入りとなった。

## 収録曲
| #         | タイトル      | 作詞          | 作曲       | 時間  |
| --------- | ------------- | ------------- | ---------- | ----- |
| 1.        | 「Anchor」    | Nao'ymt       | Nao'ymt    | 4:26  |
| 2.        | 「Get Up」    | Nao'ymt       | Nao'ymt    | 3:22  |
| 3.        | 「Good Sign」 | Momo"Mocha"N. | U-Key Zone | 3:50  |
| 合計時間: | 合計時間:     | 合計時間:     | 合計時間:  | 11:38 |

| #  | タイトル                  | 作詞 | 作曲・編曲 |
| -- | ------------------------- | ---- | ---------- |
| 1. | 「Anchor -MUSIC VIDEO-」  |      |            |
| 2. | 「Anchor -MAKING VIDEO-」 |      |            |

| #  | タイトル                     | 作詞 | 作曲・編曲 |
| -- | ---------------------------- | ---- | ---------- |
| 1. | 「Anchor -CHOREO VIDEO-」    |      |            |
| 2. | 「Good Sign -CHOREO VIDEO-」 |      |            |

## 映像作品

### Anchor -Music Video-
監督
島田大介
振付
三浦大知
ダンサー
SHOTA、PURI、Shingo Okamoto、McGEE

### Good Sign -Choreo Video-
監督
浅岡譲二
振付
三浦大知
ダンサー
NOPPO、kazuki、oguri、shoji（S**t kingz）

## タイアップ
Anchor
TBS系ドラマ『夜のせんせい』主題歌

## 収録アルバム
| 曲名   | 収録アルバム | 発売日       | 備考                  |
| ------ | ------------ | ------------ | --------------------- |
| Anchor | 『FEVER』    | 2015年9月2日 | 5thオリジナルアルバム |
| 同     | 『BEST』     | 2018年3月7日 | ベストアルバム        |